# Gabhla
Gabhla (en anglès Gola) és una illa d'Irlanda, al comtat de Donegal, a la província de l'Ulster. És situada a la Gaeltacht de Gaoth Dobhair, a un quilòmetre lluny de la costa. Les seves nombroses platges i badies atrauen visitants durant tot l'any. L'illa va ser poblada fins a mitjans de 1960. Avui dia la majoria dels edificis de l'illa estan abandonats, però alguns s'han renovat com a cases de vacances.
El terreny de l'illa és suaument ondulat amb moltes carreteres pantanoses i camins d'ovelles. En l'actualitat, durant l'hivern, els únics habitants de Gabhla són animals: ovelles i algunes cabres tímides tendeixen a residir al llarg dels penya-segats. A la tornada de l'illa, abunden les aus marines: corb marí, corb marí emplomallat, gavot i somorgollaire, així com algun mascarell i estercoràrid. A l'extrem sud de Port na Crin i a l'antiga casa de l'escola, es poden admirar moltes espècies d'aus costaneres, com la somateria, garsa de mar i el bussejador, així com diverses orenetes.
Gabhla és el lloc de naixement de l'escriptor irlandès Seán 'ac Fhionnlaoich. L'illa també fou immortalitzada en la cançó infantil tradicional Báidín Fhéilimí ("El petit bot de Féilimí").

## Escalada
Gabhla és famosa per la quantitat i qualitat d'escalada disponible als seus penya-segats, i ha estat molt popular entre els escaladors, sobretot els caps de setmana llargs, ja que el seu potencial d'escalada va ser descobert aproximadament el 1994.
Els penya-segats es componen d'un granit de color marró que proporciona una excel·lent fricció i en general bona protecció. L'escalada es concentra al voltant dels penya-segats marins que envolten el turó Mweelmurrinagh a la costa nord-oest de l'illa, en diverses entrades del penya-segat i en cares exposades, i un petit penya-segat cap a l'interior, que és popular quan la marea és alta o el mar agitat. Les marees sovint són altes, i moltes roques són accessibles únicament per ràpel. La guia d'escalada recull 170 ascensos, tots d'un sol avenc, amb una àmplia gamma de  graus.
Els escaladors visiten normalment l'illa en un petit transbordador d'An Bun Beag o Doirí Beaga fins a prop de la platja de Machaire na nGall, a la costa oest de l'illa, prop de les àrees d'escalada principal. Les illes veïnes més petites d'Owey i Umphin també ofereixen escalada similar, però no tenen un servei regular de ferri.

## Representacions en mitjans
Els espectadors de RTÉ es van sentir ofesos per mostrar un gos amb les potes lligades i llançat per la borda al mar davant de la costa de l'illa de Gabhla com a part de les celebracions TV50 en l'emissió del 3 de gener de 2012.

## Galeria d'imatges

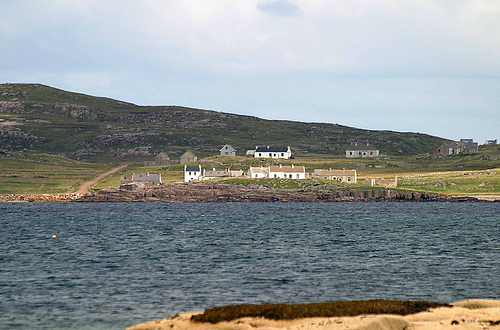
Vista de l'illa de Gabhla
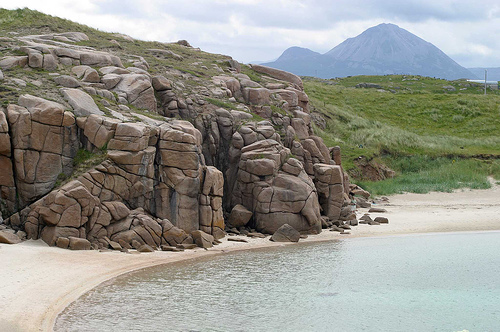
Platja de Gabhla (coneguda com a Trá an Bháid), amb Gaoth Dobhair i la muntanya Errigal al fons
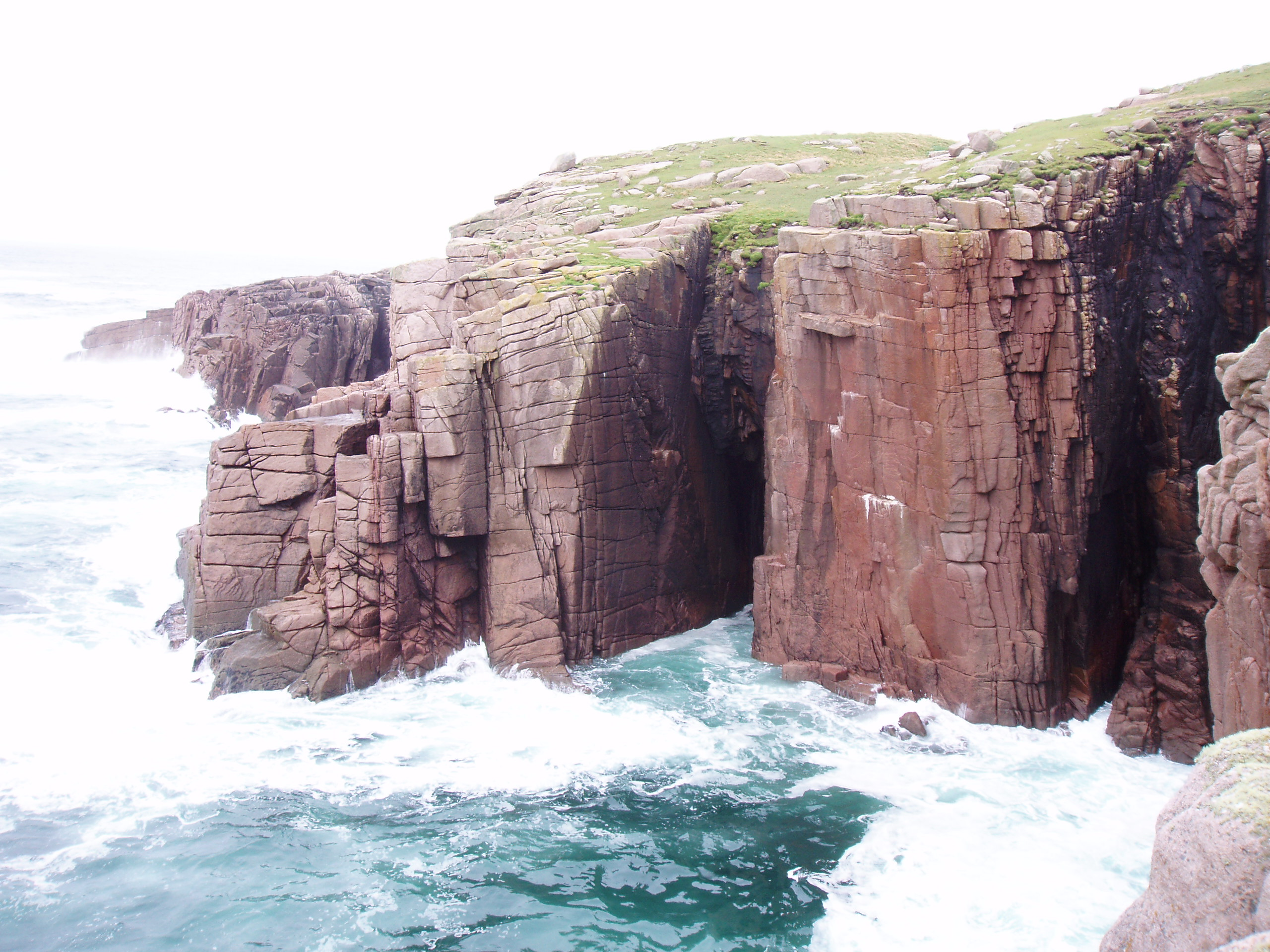
La popular àrea Twin Cave dels penya-segats de Gabhla, en un dia de vent. Twin Cave Buttress, a la dreta, té 20 m d'alt i sis pujades amb graus S/4a a E3/6a